# Titanic 2000
Pour les articles homonymes, voir Titanic (homonymie).
Pour plus de détails, voir Fiche technique et Distribution.
Titanic 2000 est un vidéofilm américain réalisé par John Paul Fedele et sorti en 1999.
Le slogan du film est « A vampire's lust is unsinkable » (« La luxure d'une vampire est insubmersible »).
C'est une parodie du film Titanic de James Cameron sorti 2 ans auparavant.

## Synopsis
Le paquebot de luxe Titanic 2000 a entrepris son voyage inaugural et l'une des passagères est la vampire Vladamina.
Vladamina est à la recherche d'une femme qu'elle pourrait transformer en vampire, et la groupie rock frustrée Shari O'Kari semble être une cible idéale.
Alors que différentes personnes sont séduites et/ou tuées, le paquebot poursuit son voyage...

## Fiche technique
- Titre : Titanic 2000
- Titres alternatifs : TITanic 2000: Vampire of the Titanic / Vampire of the TITanic / Scary Sexy Disaster Movie
- Réalisateur : John Paul Fedele
- Scénario : John Paul Fedele, Michael Raso, Joe Ned
- Monteur : Frank Terranova
- Producteur : John Paul Fedele
- Société de production : E.I. Independent Cinema
- Langue : Anglais
- Format : Couleurs
- Son : Stéréo
- Pays de production :  États-Unis
- Langue : Anglais
- Lieu de tournage : Randolph (scène du bal, restaurant) et Montclair, New Jersey, États-Unis
- Genre : Comédie érotique, horreur, fantastique
- Durée : 78 minutes (1 h 18)
- Date de sortie :
  - États-Unis : 30 novembre 1999 (sortie vidéo)

## Distribution
- Tammy Parks : Vladamina
- Tina Krause : Shari O'Kari
- Elizabeth Cintron : Molly Black
- Michael R. Thomas : Captain Skimmer
- Suzanne Lenore : la première victime
- Jasi Cotton Lanier : la seconde victime (créditée comme Rozanne Michaels)
- Jacob Bogert : Mareem
- Bob MacKay : Edmund
- John Paul Fedele : Glitter Bolan (crédité comme John Fedele)
- William Hellfire : Ralph, le guitariste (crédité comme Bill Hellfire)
- John Bacchus : Winslow (crédité comme Zachary Snygg)
- Joseph Prussak : Mr. Pidant (crédité comme Joe Prussak)
- Jeffrey Faoro : Mr. Smythe (crédité comme Jeff Faoro)
- David Fine : Mr. Blatent
- Jon Fidelli : Mr. Visper
- Pete Jacelone : Mr. Pissington
- Misty Mundae : une joueuse